# Pheidole lamia
Pheidole lamia är en myrart som beskrevs av Wheeler 1901. Pheidole lamia ingår i släktet Pheidole och familjen myror. Inga underarter finns listade i Catalogue of Life.

## Bildgalleri

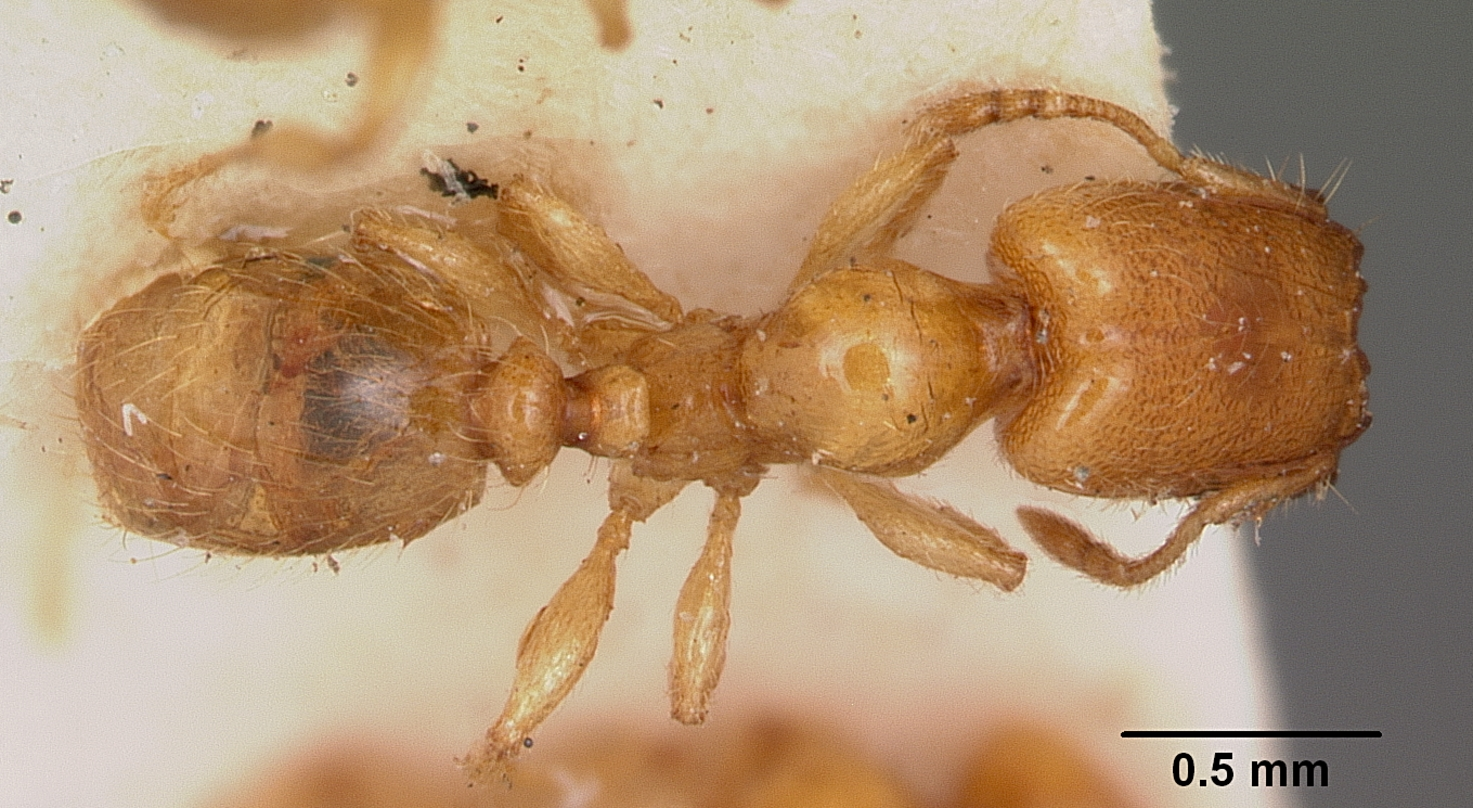
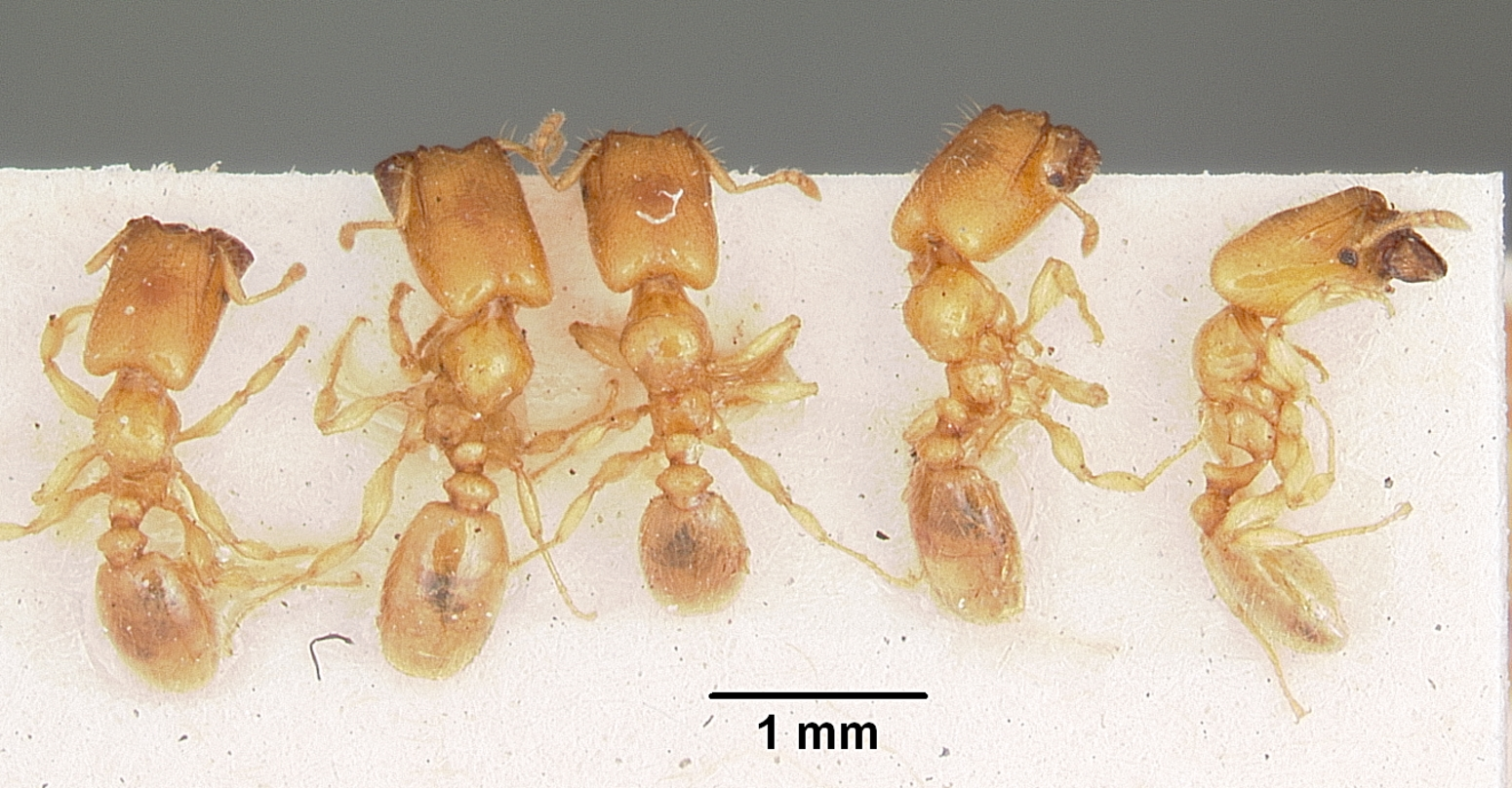
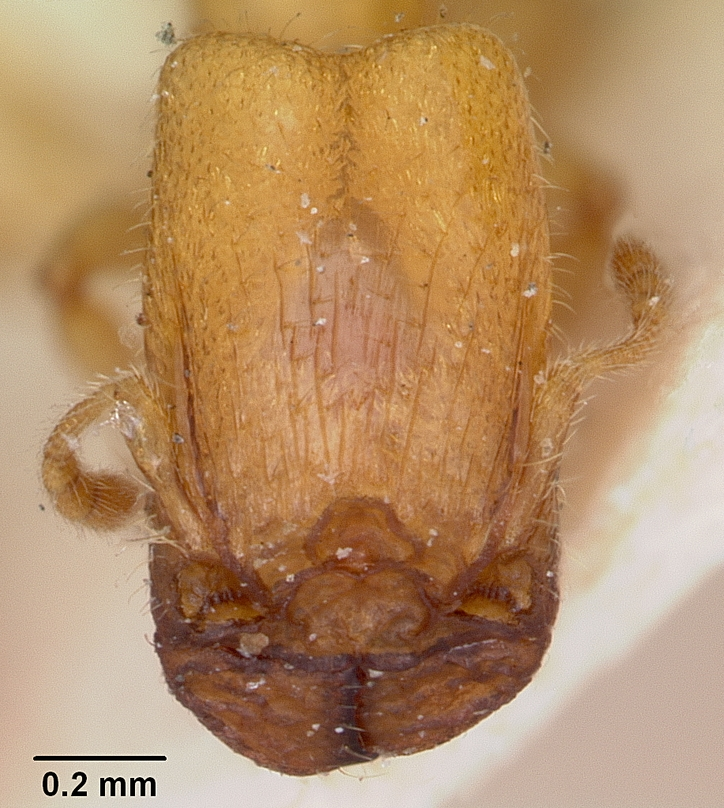
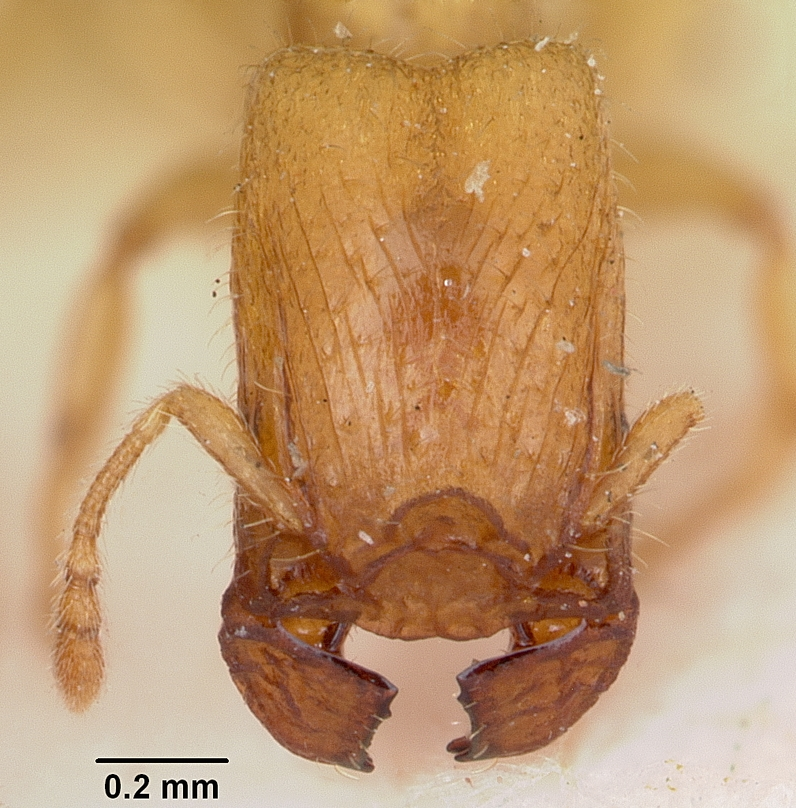
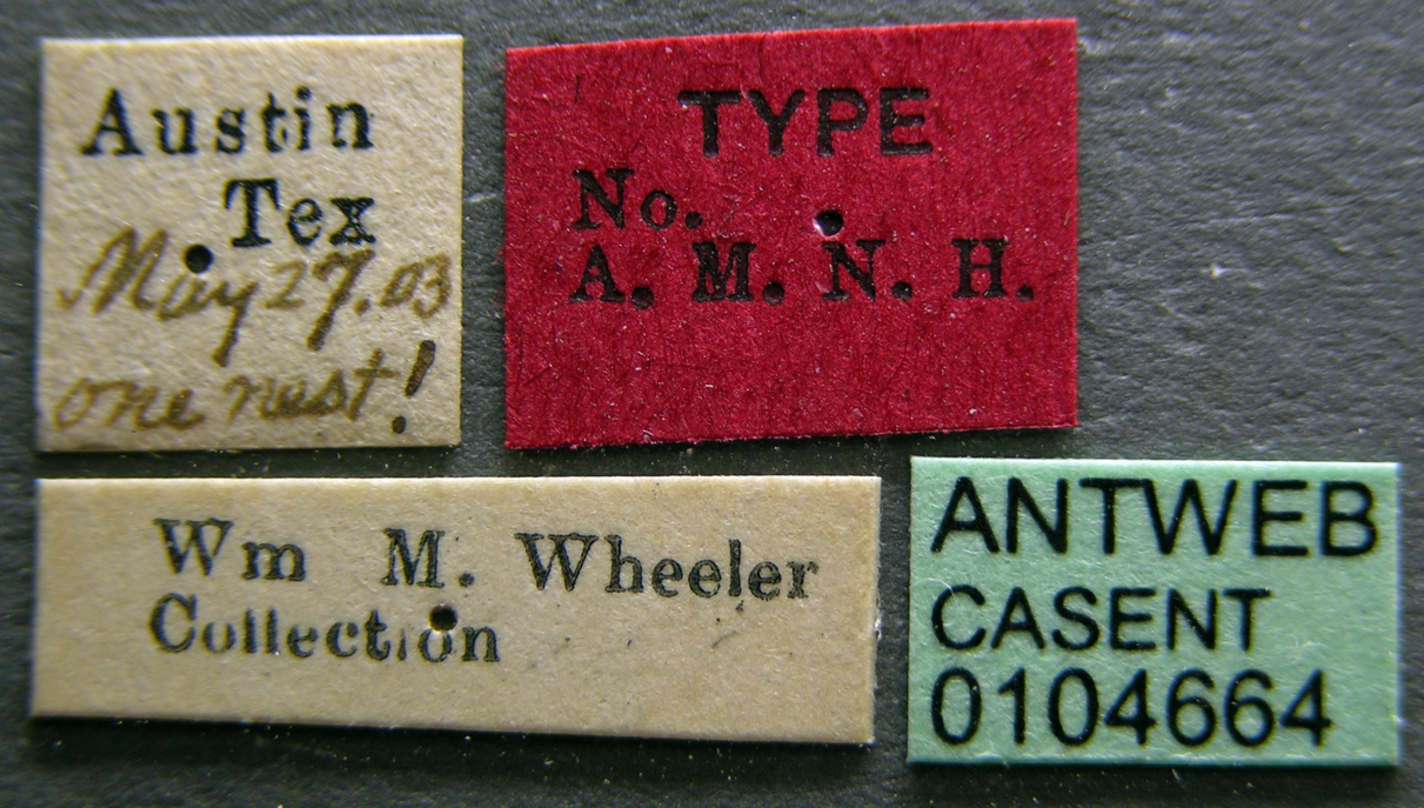
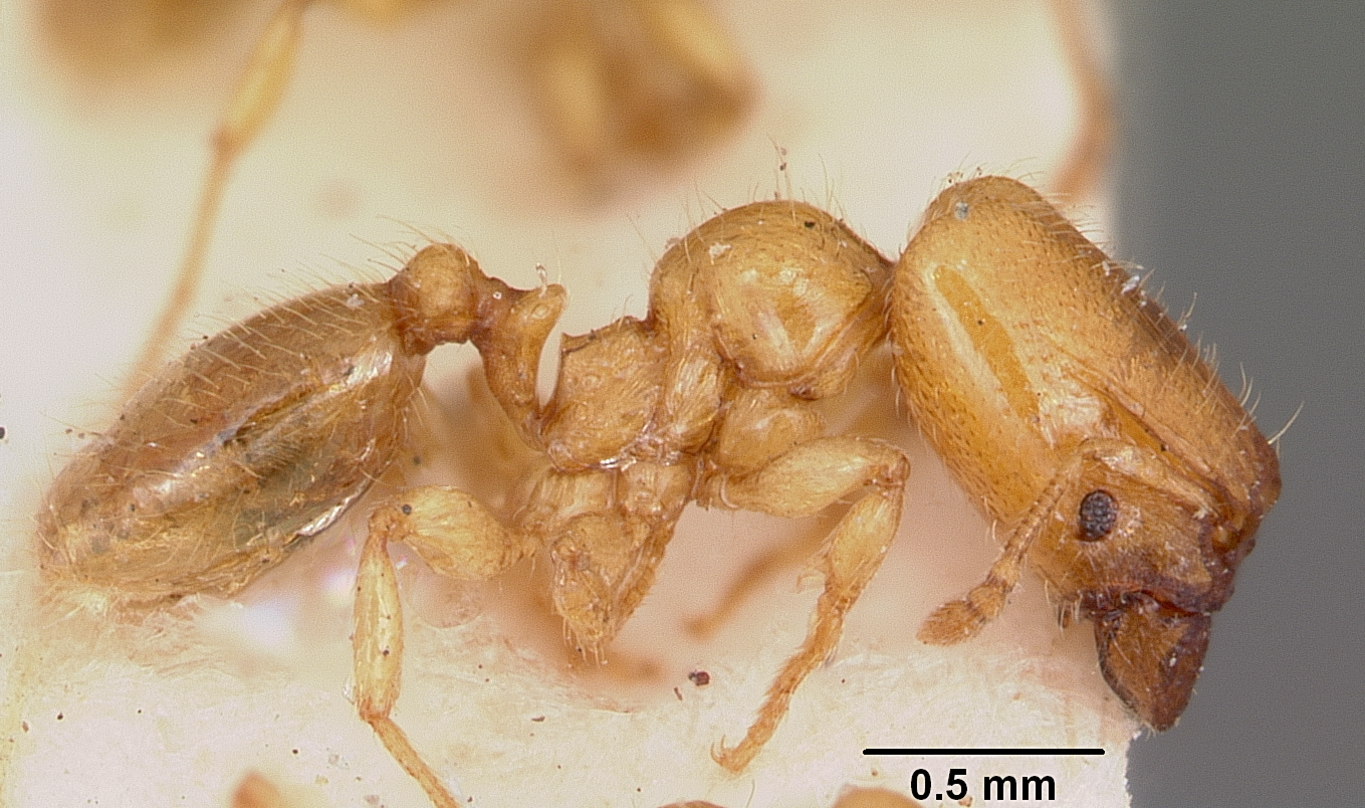